# Beilschmiedia macrocarpa
Beilschmiedia macrocarpa är en lagerväxtart som beskrevs av A. Cheval. och H. Liou. Beilschmiedia macrocarpa ingår i släktet Beilschmiedia och familjen lagerväxter. Inga underarter finns listade i Catalogue of Life.